# Amphoe Wang Sam Mo
Amphoe Wang Sam Mo (Thai: อำเภอ วังสามหมอ) ist ein Landkreis (Amphoe – Verwaltungs-Distrikt) im Südosten der Provinz Udon Thani. Die Provinz Udon Thani liegt im nordwestlichen Teil des Isan, der Nordostregion von Thailand.

## Geographie
Benachbarte Bezirke (von Westen im Uhrzeigersinn) sind die Amphoe Si That und Chai Wan in der Provinz Udon Thani, die Amphoe Waritchaphum, Nikhom Nam Un und Kut Bak der Provinz Sakon Nakhon sowie die Amphoe Kham Muang, Sam Chai, Nong Kung Si und Tha Khantho der Provinz Kalasin.

## Geschichte
Wang Sam Mo wurde am 1. Oktober 1975 zunächst als Unterbezirk (King Amphoe) eingerichtet, indem man die drei Tambon Nong Kung Thap Ma, Ba Yao und Nong Ya Sai aus dem Amphoe Si That herauslöste.
Am 13. Juli 1981 erfolgte dann die Hochstufung zu einem vollen Amphoe.

## Verwaltung

### Provinzverwaltung
Amphoe Wang Sam Mo ist in 6 Gemeinden (Tambon) gegliedert, welche wiederum in 72 Dörfer (Muban) unterteilt sind. 
| No. | Name              | Thai       | Dörfer | Einw.  |
| --- | ----------------- | ---------- | ------ | ------ |
| 1.  | Nong Kung Thap Ma | หนองกุงทับม้า | 11     | 07.922 |
| 2.  | Nong Ya Sai       | หนองหญ้าไซ  | 09     | 07.648 |
| 3.  | Ba Yao            | บะยาว      | 12     | 09.441 |
| 4.  | Phasuk            | ผาสุก       | 18     | 15.421 |
| 5.  | Kham Khok Sung    | คำโคกสูง    | 09     | 05.615 |
| 6.  | Wang Sam Mo       | วังสามหมอ   | 13     | 11.683 |

### Lokalverwaltung
Es gibt fünf Kleinstädte (Thesaban Tambon) im Landkreis:
- Wang Sam Mo (เทศบาลตำบลวังสามหมอ), bestehend aus Teilen des Tambon Wang Sam Mo,
- Lamphan Chat (เทศบาลตำบลลำพันชาด), bestehend aus weiteren Teilen des Tambon Wang Sam Mo,
- Phasuk (เทศบาลตำบลผาสุก), bestehend aus dem gesamten Tambon Phasuk,
- Nong Ya Sai (เทศบาลตำบลหนองหญ้าไซ), bestehend aus dem gesamten Tambon Nong Ya Sai,
- Ba Yao (เทศบาลตำบลบะยาว), bestehend aus dem gesamten Tambon Ba Yao.

Daneben gibt es zwei „Tambon Administrative Organizations“ (TAO, องค์การบริหารส่วนตำบล – Verwaltungs-Organisationen) für die Tambon im Landkreis, die zu keiner Stadt gehören.